# Benjamin D'Urban
Benjamin D'Urban (Halesworth, 1777 - Montreal, 25 mei 1849) was een Brits generaal. Hij diende als gouverneur van de Britse Kaapkolonie van 1834 tot 1838.

## Biografie
D'Urban begon zijn militaire carrière als soldaat in 1793. Tijdens de napoleontische oorlogen vocht hij als generaal in de Spaanse Onafhankelijkheidsoorlog. In 1820 werd hij gouverneur van Antigua.

### Kaapkolonie
Op 16 januari 1834 werd D'Urban beëdigd tot gouverneur van de Britse Kaapkolonie met als opdracht de vrede met de Xhosa te bewaren en de blanke kolonisten niet uit het oog te verliezen. De laatste opdracht werd echter verstoord vanwege het begin van de Grote Trek tijdens het gouverneurschap van D'Urban. Bovendien brak in 1834 de Zesde Grensoorlog met de Xhosa uit. De Xhosa werden verslagen en D'Urban annexeerde een groot gebied dat de Provincie van Koningin Adelheid genoemd werd, later bekend als Brits-Kaffrarië.

### Ontslag en Canada
Deze annexatie maakte hem geliefd bij de blanke kolonisten, maar was niet goedgekeurd door de Britse koloniale autoriteiten en leidden tot klachten van missionarissen. De Britse minister van koloniën Charles Glenelg eiste dat het land werd teruggegeven aan Xhosa en ontsloeg D'Urban op 1 mei 1837. D'Urban bleef gouverneur tot de aankomst van zijn opvolger George Thomas Napier in januari 1838 en bleef als militair in Zuid-Afrika tot hij in 1846 naar Quebec werd gestuurd als opperbevelhebber van het Britse leger in Noord-Amerika. Hij overleed op 25 mei 1849 te Montreal.

### Nalatenschap
De stad Durban in de Zuid-Afrikaanse provincie KwaZoeloe-Natal is vernoemd naar de gouverneur.
- Biblioteca Nacional de España: XX4665779
- Gemeinsame Normdatei: 138420688
- International Standard Name Identifier: 0000 0000 6162 7545
- Library of Congress Control Number: nr89003851
- Nationale Bibliotheek van Israël: 987007443974105171
- Nederlandse Thesaurus van Auteursnamen: 097778435
- SNAC: w6478496
- Virtual International Authority File: 68774511
- WorldCat: E39PBJhGY8PD9qv46rhHkThj4q